# Tjälltorp
Tjälltorp (äldre stavning Tjelltorp) är en by i norra Godegårds socken i Motala kommun i Östergötlands län. Byn ligger nära gränsen mot Närke.
I byn, vilken på 1880-talet hörde under godset Mariedamm, har bland annat funnits ett sågverk och en folkskola. Ett missionshus uppfördes i byn 1917.
Under åren 1956-1965 dokumenterade Åke Rydelius livet i Tjälltorp på film. Dessa filmer har sedermera donerats till Svenska Filminstitutets filmarkiv i Grängesberg och även utgivits på DVD.